# Microrregión de Bocaiuva
La Microrregión de Bocaiuva es una de las  microrregiones del estado brasileño de Minas Gerais perteneciente a la Mesorregión del Norte de Minas. Es formada por cinco municipios.

## Municipios
- Bocaiuva
- Engenheiro Navarro
- Francisco Dumont
- Guaraciama
- Olhos-d'Água

- Datos: Q2263883